# Powiat Kazincbarcika
Powiat Kazincbarcika (węg. Kazincbarcikai járás) – jeden z piętnastu powiatów komitatu Borsod-Abaúj-Zemplén na Węgrzech. Siedzibą władz jest miasto Kazincbarcika.

## Miejscowości powiatu Kazincbarcika
- Alacska
- Alsótelekes
- Bánhorváti
- Bánhorváti
- Berente
- Dédestapolcsány
- Felsőtelekes
- Izsófalva
- Kazincbarcika
- Kurityán
- Mályinka
- Múcsony
- Nagybarca
- Ormosbánya
- Rudabánya
- Rudolftelep
- Sajógalgóc
- Sajóivánka
- Sajókaza
- Sajószentpéter
- Szuhakálló
- Tardona
- Vadna